# Sophie von Puttkamer
Sophie von Puttkamer (* 1975) ist eine deutsche Journalistin und Moderatorin.

## Leben
Puttkamer studierte zwischen 1996 und 2001 Germanistik, Politische Wissenschaften und Philosophie an der Ludwig-Maximilians-Universität München und der Humboldt-Universität zu Berlin. Nach einem Jahr Volontariat arbeitete sie bis 2004 als Redakteurin bei N24 und ProSiebenSat.1. Im Jahr 2004 war sie Nachrichtensprecherin bei Radio Eins. 2004 und 2005 war sie Nachrichtensprecherin und Redakteurin von Radio Fritz und Redakteurin und Reporterin der Wirtschaftsredaktion der Deutschen Welle. Danach moderierte sie bis 2007 die VOX-Nachrichten, das XXP-Wirtschaftsmagazin und das DMAX-Magazin. Gleichzeitig moderierte sie bis 2009 die Spiegel-TV-Nachrichten. Bei B5 aktuell war sie von 2010 bis 2014 Moderatorin. Von 2012 bis 2016 moderierte sie die Rundschau-Nacht im BR Fernsehen und seit 2016 die Hauptnachrichtensendung Rundschau (2022 umbenannt in BR24) um 16:00 Uhr und um 18:30 Uhr. In den BR24-Sendungen am 8. August 2025 gab sie bekannt, dass sie an diesem Tag das letzte Mal als Moderatorin von BR24 vor der Kamera stand.
In ihrer Jugend betrieb sie Schwimmen als Leistungssport. Sie ist Mutter zweier Kinder.